# 秋刀魚之味
《秋刀魚之味》（日語：秋刀魚の味），是日本導演小津安二郎所執導的作品，為小津安二郎生涯的代表作之一，也是他所執導的最後一部作品。1962年11月18日，由松竹株式會社發行。

## 劇情簡介
平山在老伴去世後，一直同女兒路子以及次子和夫住在一起，並因女兒的周到照顧而感到幸福。雖然和好友們閒談中也會提起幫女兒說婚事，而且女兒也曾有過意中人，但作為父親的他一想到女兒結婚後就會離開便感到難以割捨。最後考慮到女兒的終身幸福而下定決心，在自己和老友的努力下，促成了女兒的婚姻大事。
該劇透過對平山一家的描寫，生動描述了當時處於戰後岩戶景氣中的日本小市民百態，以及戰爭時代老一輩與戰後接受自由主義思潮的年輕人間的價值觀代溝。

## 角色
- 平山周平：笠智衆 飾演

主角，經歷了戰爭時期的老人。個性溫吞，妻子早逝後和女兒及次子一起住。
戰爭期間曾擔任過海軍的艦長，戰後經朋友介紹進入公司任高管。
- 平山路子：岩下志麻 飾演

周平的長女，24歳。溫柔賢惠，一直在照顧父親周平的起居生活。
- 平山幸一：佐田啓二 飾演

周平的長男，路子的哥哥。婚後和妻子居住。
- 平山秋子：岡田茉莉子（日语：岡田茉莉子） 飾演

幸一的妻子。
- 三浦豊：吉田輝雄（日语：吉田輝雄） 飾演

幸一的同僚和友人。
- 田口房子：牧紀子（日语：牧紀子） 飾演

周平的公司的女下屬。
- 平山和夫：三上真一郎（日语：三上真一郎） 飾演

周平的次男。学生。
- 河合秀三：中村伸郎（日语：中村伸郎） 飾演

周平的老友，路子公司的上司。經常與周平、堀江一起聚會開玩笑。
- 堀江晋：北龍二（日语：北龍二） 飾演

周平的老友。中年後娶了位年輕可愛的妻子。經常與周平、河合一起聚會開玩笑。
- 佐久間清太郎：東野英治郎（日语：東野英治郎） 飾演

周平高中時的恩師。喪偶後常年單身且個性迷糊，疏於為女兒說親，因而耽誤了女兒適婚的年齡。
由教師隱退後開了一家名為“燕來軒”的小食店。
- 佐久間伴子：杉村春子 飾演

清太郎的女兒。因為父親疏忽了自己的婚事而錯過適婚的年紀，後與父親兩人經營著店鋪。
- 佐佐木洋子：

周平的女秘書。因結婚而辭職。
- 河合的妻子：三宅邦子（日语：三宅邦子） 飾演
- 堀江的妻子：環三千世（日语：環三千世） 飾演
- 坂本芳太郎：加東大介（日语：加東大介） 飾演

周平在海軍時的部下。某日偶然在佐久間的店裡重逢。

## 外部連結
- 秋刀魚の味 - 松竹作品データベース
- 互联网电影数据库（IMDb）上《An Autumn Afternoon》的资料（英文）
- "開眼電影網" （页面存档备份，存于）上的"秋刀魚之味"